# A' Katīgoria 1967-1968
La A' Katīgoria 1974-1975 (in greco Πρωτάθλημα Α' Κατηγορίας) è stata la 29ª edizione della massima serie del campionato cipriota di calcio; si concluse con l'affermazione finale dell'AEL Limassol, che vinse il quinto titolo della sua storia.

## Stagione

### Novità
Rispetto alla stagione precedente mancò l'Olympiakos Nicosia, promosso in Alpha Ethniki 1967-1968; fu sostituito dall'ASIL Lysī, vincitore della B' Katīgoria 1966-1967; pertanto il numero di squadre rimase fermo a dodici.

### Formula
Il torneo fu disputato da dodici squadre che si incontrarono in gare di andata e ritorno per un totale di ventidue turni per squadra; furono assegnati tre punti in caso di vittoria, due in caso di pareggio e uno in caso di sconfitta. L'ultima classificata veniva retrocessa in B' Katīgoria 1968-1969; in caso di arrivo in parità prevaleva il quoziente reti. Come nella precedente stagione la prima classificata otteneva la promozione nel massimo campionato di calcio greco.

## Squadre partecipanti
| Club                | Città     | Stadio                    | Stagione precedente                                            |
| ------------------- | --------- | ------------------------- | -------------------------------------------------------------- |
| AEL Limassol        | Limassol  | Stadio GSO                | 8º in A' Katīgoria                                             |
| Alkī Larnaca        | Larnaca   | Vecchio Stadio GSZ        | 7 in A' Katīgoria                                              |
| Anorthōsis          | Famagosta | Stadio GSE                | 3º in A' Katīgoria                                             |
| APOEL               | Nicosia   | Vecchio Stadio GSP        | 2º in A' Katīgoria                                             |
| Apollōn Limassol    | Limassol  | Stadio GSO                | 6º in A' Katīgoria                                             |
| APOP Paphou         | Pafo      | Stadio GSK                | 12º in A' Katīgoria                                            |
| Arīs Limassol       | Limassol  | Stadio GSO                | 11º in A' Katīgoria                                            |
| ASIL Lysī           | Lysi      | Stadio Grigoris Afxentiou | 1º nel Girone 1 di B' Katīgoria, vince lo spareggio promozione |
| EPA Larnaca         | Larnaca   | Vecchio Stadio GSZ        | 10º in A' Katīgoria                                            |
| Nea Salamis         | Famagosta | Stadio GSE                | 5º in A' Katīgoria                                             |
| Omonia              | Nicosia   | Vecchio Stadio GSP        | 4º in A' Katīgoria                                             |
| Pezoporikos Larnaca | Larnaca   | Vecchio Stadio GSZ        | 9º in A' Katīgoria                                             |

## Classifica finale
|  | Pos. | Squadra             | Pt | G  | V  | N | P  | GF | GS | DR  |
|  | ---- | ------------------- | -- | -- | -- | - | -- | -- | -- | --- |
|  | 1.   | AEL Limassol        | 59 | 22 | 17 | 3 | 2  | 65 | 20 | +45 |
|  | 2.   | Omonia              | 55 | 22 | 15 | 3 | 4  | 50 | 28 | +22 |
|  | 3.   | Pezoporikos Larnaca | 52 | 22 | 13 | 4 | 5  | 46 | 19 | +27 |
|  | 4.   | Apollōn Limassol    | 51 | 22 | 12 | 5 | 5  | 48 | 26 | +22 |
|  | 5.   | Anorthōsis          | 45 | 22 | 9  | 5 | 8  | 48 | 35 | +13 |
|  | 6.   | Alkī Larnaca        | 44 | 22 | 10 | 2 | 10 | 56 | 50 | +6  |
|  | 7.   | EPA Larnaca         | 42 | 22 | 7  | 6 | 9  | 42 | 36 | +6  |
|  | 8.   | Nea Salamis         | 42 | 22 | 8  | 4 | 10 | 47 | 49 | -2  |
|  | 9.   | APOEL               | 40 | 22 | 6  | 6 | 10 | 55 | 44 | +11 |
|  | 10.  | ASIL Lysī           | 38 | 22 | 7  | 2 | 13 | 31 | 58 | -27 |
|  | 11.  | Arīs Limassol       | 33 | 22 | 5  | 1 | 16 | 32 | 80 | -48 |
|  | 12.  | APOP Paphou         | 27 | 22 | 2  | 1 | 19 | 15 | 90 | -75 |

### Verdetti
- AEL Limassol Campione di Cipro 1967-68, promosso in Alpha Ethniki 1968-1969 e ammesso alla Coppa dei Campioni 1968-1969.
- APOP Paphou retrocesso in B' Katīgoria 1968-1969.
- APOEL qualificato alla Coppa delle Coppe 1968-1969 per la vittoria della Coppa di Cipro.

## Statistiche
Capocannoniere del torneo fu Pampos Papadopoulos dell'AEL Limassol con 31reti.